# Iodbenzol
Iodbenzol (C6H5I) ist eine chemische Verbindung, hier insbesondere ein aromatischer Halogenkohlenwasserstoff. Das Molekül ist wie Benzol aufgebaut, eines der sechs Wasserstoff-Atome des Benzols ist durch ein Iod-Atom ersetzt. 

## Darstellung
Eine Darstellung durch Halogenierung wie bei Chlor- und Brombenzol ist schwer möglich. Eine Iodierung von Benzol gelingt in Gegenwart von Salpetersäure. Die Synthese kann auch im Zuge einer Sandmeyer-Reaktion mit einer Diazotierung von Anilin und anschließender Zugabe einer Iodid-Lösung (z. B. von Natriumiodid) unter Abspaltung von Stickstoff erfolgen:

## Eigenschaften
Iodbenzol ist eine farblose, brennbare Flüssigkeit, die sich infolge einer Iodbildung bei der Lagerung in Gegenwart von Luft gelblich gefärbt haben kann. Die Verbindung ist weitgehend unpolar, daher in Wasser unlöslich, in Alkoholen, Benzol und Ethern löslich. Sie ist bei Raumtemperatur stabil, kann sich bei starken Erhitzen auf Temperaturen über 200 °C explosionsartig zersetzen. Mit starken Oxidationsmitteln wird Iodoxybenzol gebildet, welches sich ebenfalls bei erhöhter Temperatur explosionsartig zersetzen kann.

## Verwendung
Iodbenzol kann als Immersionsflüssigkeit zur Bestimmung der Brechzahl von Mineralien verwendet werden. In der organischen Synthesechemie dient es als Reagenz zur Herstellung von Biarylen mittels Ullmann-Synthese, zur Kupplung sekundärer Amine, von Acrylverbindungen und Allylalkoholen, zur Herstellung von Cinnamylphosphonaten und zur durch Palladium katalysierten Arylierung von 4H-1,3-Dioxinen. Es können durch Oxidation organische Iod(III)-Verbindungen, wie Iodosylbenzol erhalten werden.